# Aznvadzor
Aznvadzor (en arménien Ազնվաձոր ) est une communauté rurale du marz de Lorri en Arménie. En 2008, elle compte 304 habitants.